# Biedrzychowice (Opole)
Pour les articles homonymes, voir Biedrzychowice.
Biedrzychowice est une localité polonaise du gmina de Głogówek, située dans le powiat de Prudnik (voïvodie d'Opole).

## Histoire
De 1743 à 1945, Friedersdorf fait partie de l'arrondissement de Neustadt-en-Haute-Silésie dans la district d'Oppeln au sein de la province de Silésie.

## Personnalités liées
- Anna Kaworek (1872-1936), née à Biedrzychowice, religieuse cofondatrice des Sœurs de Saint Michel Archange, reconnue vénérable par le pape François en 2019[1].